# Pietro Bruno
Pietro Bruno (Aidone, 12 aprile 1920 – Seconda battaglia di El Alamein, 4 novembre 1942) è stato un militare italiano, insignito della medaglia d'oro al valor militare alla memoria nel corso della seconda guerra mondiale.

## Biografia
Nacque ad Aidone il 12 aprile 1920, figlio di Ferruccio e Francesca Concetta Allegra. Dopo aver completato gli studi secondari si iscrisse alla facoltà di legge dell'università di Catania abbandonandola al quarto anno per arruolarsi nel Regio Esercito nell'agosto 1940, in piena seconda guerra mondiale. Frequentò il Corso Allievi ufficiali presso il 3º Reggimento fanteria corazzato ottenendo la nomina a sottotenente di complemento nel marzo 1941. nel luglio dello stesso anno partì per l'Africa Settentrionale Italiana al seguito della 132ª Divisione corazzata "Ariete". Al comando di un plotone di carri leggeri L.3/35 si distinse in combattimento il 23 novembre venendo decorato con una Croce di guerra al valor militare. Rimasto in servizio fu assegnato dapprima alla Scuola del centro carristi, poi al 12° Autoraggruppamento e quindi, dal 1 aprile 1942, alla Centro istruzioni carristi. Rientrato in servizio al 3º Reggimento fu assegnato a X Battaglione carri M in qualità di comandante di un plotone della 1ª Compagnia carri M14/41. Rimase ucciso in combattimento il 4 novembre 1942, durante la seconda battaglia di El Alamein.